# Distrito Histórico de Olney Street-Alumni Avenue
El Distrito Histórico de Olney Street–Alumni Avenue es un distrito histórico residencial en el noreste de la ciudad Providence, la capital del estado de Rhode Island (Estados Unidos). Ubicado justo al norte del campus de la Escuela Moses Brown, este es un enclave de 53 casas de buen gusto pero conservadoras construidas entre 1880 y 1938. Incluye casas a lo largo de Olney Street y Alumni Avenue entre Hope y Arlington Streets, e incluye algunas casas en calles adyacentes. La mayoría de estas casas están separadas uniformemente de la calle, a pesar de que no había una zonificación que lo requiriera en ese momento, y son de construcción de ladrillo y/o madera. Son estilísticamente eclécticas, predominando Reina Ana y el neocolonial.
El distrito fue incluido en el Registro Nacional de Lugares Históricos en 1989.